# الإسم العربي الجريح

صورة لغلاف الكتاب

"الاسم العربي الجريح هو كتاب من تأليف المفكر المغربي عبد الكبير الخطيبي، نُشر لأول مرة عام 1980 عن دار العودة، ويُعد من أبرز أعماله النقدية والفكرية في الثقافة العربية الحديثة

## نبذة عن الكتاب
الاسم العربي الجريح هو مؤلَّف للمفكر المغربي عبد الكبير الخطيبي، والصادر عن منشورات الجمل بترجمة محمد بنيس وتقديم رولان بارث، من أبرز الأعمال النقدية في الثقافة العربية الحديثة. يتناول الكتاب، الذي يقع في 218 صفحة، قراءة تأملية للجسم العربي من خلال الثقافة الشعبية المغربية، حيث يُمارس الخطيبي نقدًا مزدوجًا للمفهوم اللاهوتي للجسد والمقاربات الإثنولوجية المتعالية. ويستعرض مظاهر مثل الوشم، الأمثال، الحكايات الشعبية، والخط، بوصفها أنظمة دلالية مهمشة لكنها تحمل عمقًا ثقافيًا وتاريخيًا. كما يسعى إلى تأسيس علم لغة جديد قادر على تفكيك البنية الشكلانية المعاصرة، ويُبرز العلاقة المعقدة بين الهوية والاسم والجسد في السياق العربي.

## أسلوب الكتاب
يتميز الاسم العربي الجريح بتركيبة فريدة تمزج بين الكتابة الأدبية والتأمل الفلسفي والتحليل السوسيولوجي، مما يمنحه طابعًا متعدد الأبعاد. يستخدم الخطيبي لغة شاعرية دقيقة، تتخللها إشارات ثقافية وتاريخية، ويعتمد على تقنيات التفكيك والتداخل الدلالي لفهم الجسد والهوية واللغة في السياق العربي. كما يتبنى أسلوبًا نقديًا مزدوجًا، يواجه فيه المفاهيم اللاهوتية والمقاربات الإثنولوجية التقليدية، ويعيد الاعتبار للثقافة الشعبية بوصفها مصدرًا غنيًا للمعنى والتعبير

## نقد الكتاب
يُعد كتاب من أبرز النصوص المؤسسة في النقد الثقافي العربي الحديث، حيث يتميز بأسلوب شعري تأملي يمزج بين الأدب والفلسفة والسوسيولوجيا، ويطرح من خلاله استراتيجية "النقد المزدوج" لتفكيك المفاهيم اللاهوتية والأنثروبولوجية المرتبطة بالجسد والهوية واللغة. يتناول الكتاب موضوعات هامشية مثل الوشم، الأمثال، والجنس في النصوص التراثية، ويقارن بين الثقافة المكتوبة والشفوية، مما يفتح أفقًا جديدًا للقراءة النقدية. ورغم إشادة مفكرين كبار به، لم يحظَ الكتاب بالانتشار الكافي في الوسط الثقافي العربي، ويُعزى ذلك إلى فرادة منهجه ورفض الخطيبي للانخراط في مشاريع فكرية مؤطرة. كما أن لغته الرمزية المكثفة وغياب التأطير الأكاديمي الصارم يجعلان منه نصًا يتطلب قارئًا متمرسًا قادرًا على التفاعل مع طبقات المعنى والأسئلة العميقة التي يثيرها.

## اقتباسات من الكتاب
"اسمك الشخصي "هو مصيرك." عبارة مقتبسة من حكمة هندية يستشهد بها الخطيبي، ليؤكد أن الاسم ليس مجرد علامة بل هو قدر ثقافي وتاريخي.
"كل الأنظمة الدلالية هي ترجمة للجسم ومتعته." تعبير عن فلسفة الخطيبي في ربط اللغة، الوشم، الخط، والجسد ضمن شبكة من العلامات التي تتجاوز المعنى الظاهري.
"الوشم كتابة بالجسد، بلاغة بصرية تتحدى قوانين اللغة." يصف الوشم كفعل ثقافي ودلالي، لا مجرد زينة، بل كتابة بدائية تحمل رموزًا وهوية.
"المثل ينتمي إلى القصيدة من خلال تقطيعه الإيقاعي." يعيد الخطيبي الاعتبار للأمثال الشعبية بوصفها نصوصًا شعرية ذات بنية رمزية عميقة.

"الجسم العربي انشطر بين المثلي والحمدلي، بين الأرض والسماء، بين الطاهر والنجس." تحليل دقيق لانقسام الجسد في الثقافة الإسلامية بين المثال الروحي والممارسة الجسدية.تأثير الكتاب

## تأثير الكتاب
الاسم العربي الجريح من الأعمال الفكرية المؤثرة في النقد الثقافي العربي الحديث، إذ ساهم في توجيه منهجية تحليل الثقافة الشعبية من خلال ما يُعرف بـ"النقد المزدوج"، الذي يفكك المفاهيم اللاهوتية والأنثروبولوجية المرتبطة بالجسد والهوية واللغة. وقد أثّر الكتاب في عدد من المفكرين والباحثين، من بينهم رولان بارث، الذي اعتبره مصدرًا لتجديد المعرفة، كما ألهم دراسات لاحقة في مجالات الأدب الشعبي، والوشم، والحكايات الشفوية، والجنس في النصوص التراثية. ورغم تهميشه نسبيًا في الوسط الثقافي العربي، بسبب فرادة أسلوبه ورفض الخطيبي للانخراط في مشاريع مؤطرة، فإن الكتاب يُعد مرجعًا أساسيًا في فهم الجسد العربي بوصفه فضاءً دلاليًا وثقافيًا، ويُشكل دعوة جريئة لإعادة التفكير في الذات والهوية من منظور نقدي متفرد.